# Shibata Katsutoyo
Shibata Katsutoyo est un nom japonais traditionnel ; le nom de famille (ou le nom d'école), Shibata, précède donc le prénom (ou le nom d'artiste).
Shibata Katsutoyo (柴田 勝豊, 1556-6 juin 1583) est un commandant samouraï de l'époque Azuchi Momoyama adopté par son oncle, Shibata Katsuie.
À l'issue d'une rencontre qui se tient au château de Kiyosu après la mort d'Oda Nobunaga, Katsuie obtient le château de Nagahama dans la province d'Ōmi et laisse à son oncle Katsutoyo le soin de la défendre. Cependant, Katsuie favorise son autre fils adopté, Shibata Katsumasa, et désavantage Katutoyo. Par ailleurs, Katsutoyo est en mauvais termes avec Sakuma Morimasa et pour cette raison change de camp et se rallie à Hashiba Hideyoshi. Il envoie des obligés à sa place à la bataille de Shizugatake en 1583 car il est malade ; il mourra peu après la bataille.

## Source de la traduction
- (en) Cet article est partiellement ou en totalité issu de l’article de Wikipédia en anglais intitulé « Shibata Katsutoyo » (voir la liste des auteurs).